# Premio de Investigación "Miguel Catalán"
El Premio de Investigación "Miguel Catalán" en ciencias es un premio concedido por la Comunidad de Madrid anualmente desde 2005, en honor a Miguel A. Catalán Sañudo. 
Se concede como reconocimiento a la excelencia investigadora durante la carrera científica de toda una vida. Los ganadores reciben una medalla, un diploma y un premio en metálico de 42.000 euros. 
Los ganadores de este premio han sido: 
- José Elguero Bertolini (2005, químico)
- Antonio Hernando Grande (2006, físico)
- Amable Liñán Martínez (2007, ingeniero aeronáutico)[1]
- José Luis García Fierro (2008, químico)[2]
- Miguel Francisco Sánchez Madrid (2009, biólogo)[3]
- Miguel Ángel Alario (2010, químico).[4]
- María Teresa Miras Portugal (2011, bioquímica)[5]
- Manuel Elices Calafat (2012, ingeniero)[6]
- María Vallet Regí (2013, química)[7]
- Nazario Martín León (2014, químico)[8]
- María Blasco Marhuenda (2015, bióloga)[9]
- Luis Enrique Ibáñez Santiago (2016, físico)[10]
- Tomás Torres Cebada (2017, químico)[11]
- Aníbal Figueiras Vidal (2018, ingeniero de telecomunicaciones)[12]
- José López Carrascosa (2019, biólogo)[13]
- José Cernicharo Quintanilla (2020, físico)[14]

Desde el año 2008 se concede también un Premio de Investigación "Miguel Catalán" para investigadores menores de 40 años. Los ganadores reciben también una medalla, un diploma y un premio de 21.000 euros así como 50.000 euros a sus instituciones de origen para financiar sus futuras investigaciones. Pasados ganadores han sido: 
- Óscar Fernández Capetillo (2008, oncólogo)
- Luis Raúl Sánchez Fernández (2009, físico)
- Concepción Sánchez-Moreno (2010, farmacéutica)
- Diego Córdoba Gazolaz (2011, matemático)
- Montserrat Calleja Gómez (2012, física)
- Emilio Manuel Pérez Álvarez (2013, químico)
- Fernando Tomás Maestre Gil (2014, biólogo) Miguel González Herráez (2014, ingeniero de telecomunicaciones)
- Fernando Moreno Herrero (2015, físico) y Julián Fiérrez Aguilar (2015, ingeniero de telecomunicaciones)
- Patricia Horcajada Cortes (2016, farmacéutica)[15]
- David Pérez García (2017, matemático)[16]
- Juan José Vilatela García (2018, ingeniero físico)[17]
- María Victoria Llorens Martín (2019, bióloga)[18]